# Лист на Мьобиус
Лист на Мьобиус (или лента на Мьобиус) е тризмерна конструкция, образувана от дълга правоъгълна лента, която се усуква по дължина на 180 градуса и след това двата ѝ края се слепват. Тази форма има само един ръб и една повърхност, на която не съществуват посоките ляво и дясно. Листът на Мьобиус може да бъде боядисан с четка, без тя да се вдига от повърхността му. Ако го разрежем по осевата му линия, вместо две ленти на Мьобиус ще получим една двустранна лента, но двойно усукана. Ако разрежем лист на Мьобиус на разстояние 1/3 от ръба, ще получим две ленти – една по-тясна Мьобиусова лента и друга – дълга двустранна лента с две усуквания.
Листът носи името на немския математик Аугуст Фердинанд Мьобиус (1790 – 1868).
Лентата на Мьобиус вдъхновява скулптори и графици. Мориц Ешер особено харесвал тази тема и много от литографиите му са посветени на този математически обект. Една от най-известните,
Möbius Strip II Архив на оригинала от 2005-10-29 в Wayback Machine., изобразява мравки, пълзящи по лист на Мьобиус.